# James D.R. Hickox
James D.R. Hickox (* 1. Juni 1965 in London) ist ein britischer Filmregisseur.

## Werdegang
James Hickox wurde am 1. Juni 1965 im Londoner Stadtteil Kensington geboren. Sein Vater war Regisseur  Douglas Hickox († 1988), der ebenfalls wie seine Mutter Anne V. Coates († 2018) und seine  Geschwister, Emma E. Hickox (* 1964) und Anthony Hickox († 2023), in der Filmbranche arbeitete. 
Seine Karriere im Filmgeschäft begann James D. R. Hickox als apprentice editor für den Film Greystoke – Die Legende von Tarzan, Herr der Affen aus dem Jahre 1984. Zudem war er in kleinen Nebenrollen in verschiedenen Filmen zu sehen.
Als eigenständiger Filmeditor  wirkte er 1992 an Hellraiser III mit. Ein Jahr später war er an Warlock – Satans Sohn kehrt zurück beteiligt. Beide Filme wurden von seinem Bruder inszeniert.
1995 gab er mit Kinder des Zorns III sein Debüt als Regisseur. Es folgten rund ein Dutzend weitere Produktionen, vor allem B-Filme wie Blood Surf aus dem Jahr 2000.

## Filmografie (Auswahl)
als Regisseur
- 1995: Kinder des Zorns III (Children of the Corn III)
- 1998: Blumen des Bösen (The Gardener)
- 2000: Blood Surf (Krocodylus)
- 2002: Sabertooth – Angriff des Säbelzahntigers (Sabertooth)
- 2010: Detention – Der Tod sitzt in der letzten Reihe (Detention)

als Filmeditor
- 1992: Hellraiser III
- 1993: Warlock – Satans Sohn kehrt zurück (Warlock: The Armageddon)
- 1993: Deadly Exposure